# Jaakko Juteini
Jaakko Juteini (14. července 1781, Hattula, švédské Finsko – 20. června 1855, Vyborg, finsky Viipuri, Finské velkoknížectví) byl finský spisovatel, básník a dramatik považovaný za prvního skutečného finského spisovatele. Byl průkopníkem národní romantické literatury ve finském jazyce a ve svých dílech kladl důraz na finský lid a finský jazyk. Vydával vlastenecké písně, z nichž mnohé zlidověly, knihy pro děti, žertovné básně, sbírky přísloví a divadelní hry, obhajoval používání finštiny jako úředního jazyka a zavedl pravopisné reformy. Jeho dílo, které se dnes mnohým jeví jako zastaralé, mělo velký význam pro kulturní rozvoj finského lidu.

## Život
Narodil se do rolnické rodiny jako Jaakko Heikinpoika. Základní vzdělání získal ve škole v  Hämeenlinně, kde mu bylo zmněněno jméno na švédské Jacob Judén, pod kterým později vydával své švédské spisy. Pro díla ve finštině začal používat jméno Jaako Juteini.
Roku 1800 složil maturitu na Katedrální škole v Åbo (Turku) a začal studovat teologii na Královské akademii v Turku.  Brzy začal pochybovat o některých dogmatech křesťanství a studium teologie opustil ve prospěch práva a humanitních věd. Během svých studentských let pracoval jako domácí učitel v různých šlechtických rodinách a prostřednictvím toho se dostal do kontaktu s finsky mluvícími lidmi a učil se tak nářečím a lidovým zvykům. Na akademii se seznámil s profesorem Henrikem Gabrielem Porthanem, který sbíral a vydával finskou lidovou slovesnost. Pod jeho vlivem a pod vlivem preromantického básníka Franse Michaela Franzéna se Juteini začal zajímat o lidovou poezii a literaturu.
Když se roku 1809 stalo Finsko autonomním velkoknížectvím v rámci Ruského impéria, byl ovlivněn skupinou vzdělanců působících na akademii v Turku, kteří byli syti racionálních osvícenských myšlenek a hledali nové intelektuální podněty, které našli v romantismu. Přestavitelé této tzv. turkuské romantiky (především Johan Gabriel Linsén a Adolf Ivar Arwidsson) otevřeli otázku hledání národní finské identity spojenou se zaměřením na vývoj finštiny jako národního jazyka, který pomůže národu k samostatnosti.
V roce 1810 vydal Juteini svou první básnickou sbírku Kirjoituksia Jak. Juteinilda (Spisy Jak. Juteinilda), které napsal fonetickým pravopisem, tj. použil ks a ts místo tehdejších x a z, protože nemohl souhlasit s používáním písmen, která podle jeho nátoru byla finštině cizí. K otázce správného pravopisu se stále vracel.
V témže roce ukončil Juteini studium na akademii bez získání titulu a usiloval o zaměstnání ve státních službách. Chybějící titul a politické názory, které se případným nadřízeným příliš nelíbili, vedly k tomu, že až roku 1812 získal místo dočasného tajemníka městského magistrátu v Hamině. Následující rok získal stálou pozici ve Vyborgu, kde se usadil. Roku 1814 založil Anders Cedervaller ve Vyborgu tiskárnu, ve které Juteini vydával své spisy. Roku 1826 se Juteini oženil se svou hospodyní Catharinou Margarethou Blankovou, se kterou měl syna Joela.
Mezi roky 1816 až 1826 vydal Juteini velké množství knih většinou ve finštině, které obsahovaly básně, písně včetně pijáckých, divadelní hry, prózu, přísloví ale i vědecké spisy. Jeho díla volala po lepším postavení finského jazyka, obsahovala kritiku společnosti a církve a zdůrazňovala rovnost, svobodu vyznání i ochranu zvířat. Dalším problémem, který Juteiniho velmi znepokojoval, byly finské dialekty a jejich vliv na písemný projev. Juteini se nenechal zlákat žádným konkrétním dialektem a místo toho usiloval o standardní psanou formu.

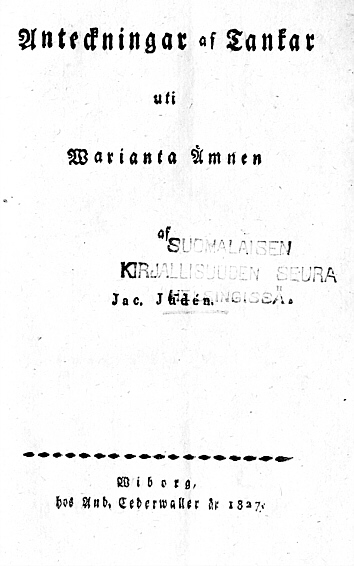
Titulní list knihy Anteckningar af Tankar uti Varianta Ämnen u roku 1827

Juteiniho spisy se však setkaly i s nepříznivými reakcemi. Mnozí jej považovali za moralizujícího suchého didaktického básníka. Za antiklerikální díla musel čelit pomluvám a dostal se také do konfliktu s doktrínou oficiální církve. Roku 1827 označil soud na základě anonymního udání švédsky psanou knihu Anteckningar af Tankar uti Varianta Ämnen (Poznámky k úvahám o různých záležitostech) za kacířskou. Stíhán byl i tiskař Anders Cedervaller.  Juteini musel zaplatit pokutu, celé vydání díla bylo zabaveno a v roce 1829 na náměstí ve Vyborgu spáleno. Rozsudek byl později zrušen u odvolacího soudu i senátu ministerstva spravedlnosti, ale Juteini přestal vydávat knihy. Svá díla posílal do časopisů pod pseudonymy nebo anonymně.
V roce 1840 získal Juteini čestný doktorát na Imperial Alexander University., i když především za své práce ve švédštině. V tom samém roce rezignoval na funkci tajemníka vyborského městského magistrátu a nějakou dobu pracoval jako cenzor v tiskárně ve Vyborgu, kde kdysi vydával své vlastní knihy.  Následující rok byl poznamenán tragédií v jeho osobním životě, když zemřela jeho manželka.
V roce 1845 se Juteini stal zakladatelem Vyborgské společnosti finské literatury (Viipurin Suomalainen Kirjallisuusseura) a byl zvolen jejím prvním předsedou. Tuto funkci odmítl, ale zůstal aktivním členem. Patřil rovněž k zakladatelům časopisu Sanan Saattaja Viipurista.
Juteini zemřel v roce 1855 a byl pohřben na hřbitově Ristimyaki ve Vyborgu. Na jeho náhrobku byl nápis: „Tässä lepää maallisen viisauden tohtori Jaakko Juteini“ („Zde leží doktor pozemské moudrosti Jaakko Juteini“). Náhrobek byl zřejmě poškozen během tzv. pokračovací války mezi Finskem a Sovětským svazem v letech 1941-1944. Po válce, když byl hřbitov opuštěn, naáhrobek zmizel. Finští místní aktivisté dlouho hledali Juteinův hrob, našli však pouze fragment náhrobku.
Juteinovy sebrané spisy vydal jeho syn ve dvanácti svazcích.

## Výběrová bibliografie
- Kirjoituksia Jak. Juteinilda (1810, Spisy Jak. Juteinilda), autorova prvotina, básně
- Lyhyt neuvo lapsan opettajalle (1816, Krátká rada pro učitele dítěte).
- Perhe-kunda. Pila-kirjoitus epä-luuloista, kolmessa osassa (1817), první divadelní hra ve finštině.
- Pila pahoista hengistä (1817, Vtip o zlých silách), antiklerikální hra.
- Valittuja suomalaisia sananlaskuja (1818, Vybraná finská přísloví).
- Försök till utredande af Finska språkets grammatik (1818, Pokusy prozkoumat gramatiku finského jazyka).
- Kummituksia, eli Luonnollisia Aavis-juttuja (1819, Strašidla aneb přirozené příběhy s duchy), strašidelné příběhy.
- Nimi-Päivä, Elli Hyvä Elämä Hovissa (1824), povídka.
- Anteckningar af Tankar uti Varianta Ämnen (1827, Poznámky k úvahám o různých záležitostech), ve švédštině.